# 784

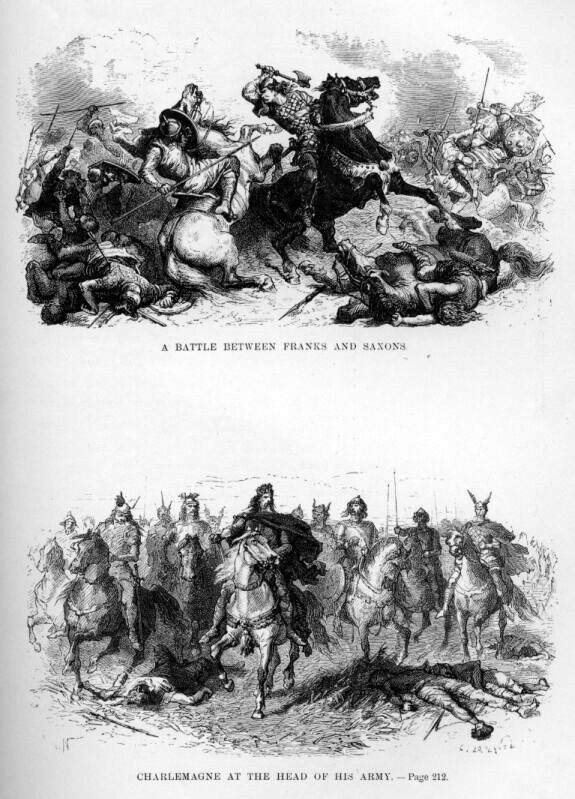
Koning Karel de Grote en de Saksen

Het jaar 784 is het 84e jaar in de 8e eeuw volgens de christelijke jaartelling.

## Gebeurtenissen

### Europa
- Saksenoorlog: Koning Karel de Grote begint een militaire campagne in het noorden van Saksen. Hij plundert Oostfalen (huidige Duitsland) en rukt op tot aan de rivier de Elbe. Een Frankisch expeditieleger onder leiding van Karel de Jongere verslaat de Saksen in de Lippevallei.

### Arabische Rijk
- Abd al-Rahman I, emir van Córdoba (huidige Spanje), geeft opdracht tot de bouw van een nieuwe hoofdmoskee, de Mezquita. Hij recupeert hiervoor veel materialen uit Romeinse en Visigotische gebouwen, waaronder marmeren zuilen van nabijgelegen Romeinse villa's.

### Azië
- Keizer Kammu begint een militaire campagne tegen de Aino, in het noorden van het Japanse eiland Honshu. Hij verplaatst de hoofdstad van Heijo (huidige Nara) naar het nieuw gebouwde Nagaoka. Dit vanwege de sterke invloed van het boeddhisme in Japan. Einde van de Naraperiode.

## Overleden
- Alberik I, bisschop van Utrecht
- Arbeo, bisschop van Freising (of 783)
- Virgilius van Salzburg, Iers missionaris